# Прямая речь
Прямая речь — высказывание, дословно введённое в авторскую речь (говорящего или пишущего). В отличие от косвенной речи, сохраняет индивидуальные и стилистические особенности речи того, чьё высказывание воспроизводится: диалектные черты, повторы, паузы, вводные слова и т. п. Прямая речь вводится без союзов, личных местоимений, глагольные формы обозначают отношение к лицу говорящего, например: «Ты сказал: „Вернусь поздно“». Для сравнения в косвенной речи: «Ты сказал, что вернёшься поздно».
Прямая речь не является членом предложения.

## Прямая речь

### Схемы
| Прямая речь перед словами автора | Прямая речь после слов автора   | Слова автора внутри прямой речи                  | Прямая речь внутри слов автора                      |
| -------------------------------- | ------------------------------- | ------------------------------------------------ | --------------------------------------------------- |
| «П!» — а. «П?» — а. «П», — а.    | А: «П!» А: «П?» А: «П…» А: «П». | «П, — а. — П». «П, — а, — п». «П, — а и а: — П». | А: «П», — а. А: «П?» — а. А: «П!» — а. А: «П…» — а. |

Обозначения:
«П» — прямая речь, «А» — слова автора.

### Слова автора перед прямой речью
- Точка находится после кавычек.

### Слова автора разрывают прямую речь
В кавычки берется вся прямая речь. Между словами автора и второй частью ставятся точка и тире. В остальном правила те же.
«Буду поздно, — сказал Сидоров. — Ложись спокойно спать».
«Ну, Заяц! — закричал Волк. — Ну, погоди!»

### Диалог
Кавычек нет (даже если в какой-то реплике есть слова автора). Каждая реплика диалога начинается с красной строки, перед репликами ставится тире.
— Кто там?
— Это я, почтальон Печкин, — последовал ответ. — Принёс заметку про вашего мальчика.
Если в одном предложении есть две прямых речи, каждая со своим глаголом, то перед второй прямой речью, в дополнение к остальным знакам препинания, ставится двоеточие.
— Идём, холодно, — сказал Макаров и угрюмо спросил: — Что молчишь? (Горький).
(сравните: «Идём, холодно, — сказал Макаров и угрюмо спросил: — Что молчишь?»)

### Диалог, вытянутый в строку
Короткие (2—3 реплики) диалоги разрешается писать в одной строке, в кавычках. Такие диалоги пишутся по обычным правилам прямой речи, но реплики отделяются друг от друга тире.
«Кто там?» — спросил дядя Фёдор. — «Это я!»

## Цитата
Цитата — дословная выдержка из какого-либо текста или дословно воспроизведённые чьи-то слова. Цитаты обычно выделяются кавычками и могут быть оформлены как предложения с прямой речью.
Знаки препинания при цитатах:
1. Цитата может быть оформлена как прямая речь. В этом случае она сопровождается словами автора и ставятся соответствующие знаки препинания.
2. При цитировании стихотворного текста, расположенного обособленно от авторского, после авторского текста ставится двоеточие, цитата пишется без кавычек так, как она оформляется в подлиннике.
3. Если после стихотворной цитаты предложение продолжается, в конце стихотворной строки ставится либо тире либо (вместо точки в конце цитаты) запятая и тире.
4. Если стихотворная цитата включается в авторский текст как чужая речь и пишется в строку, она заключается в кавычки.
5. Если цитата приводится не полностью, то пропуски отмечаются многоточием.
6. Если цитата включается в авторское предложение как его часть, она заключается в кавычки, но пишется со строчной буквы.
7. Эпиграф обычно пишется без кавычек, при этом указание на источник в скобки не заключается и помещается на следующей строке.

### Цитата, не являющаяся прямой речью
Цитата всегда берётся в кавычки, но не всегда является прямой речью. Это может запутать несведущего.
1. Цитата является косвенной речью или другой органичной частью предложения. Такая цитата разбирается по составу наравне со словами автора, выделяется исключительно кавычками и пишется со строчной буквы.
Справедливо сказал Гоголь, что «в Пушкине, как будто в лексиконе, заключилось все богатство, гибкость и сила нашего языка» (Белинский).
Судьям хорошо известно, «кто есть ху», и обмануть их не удастся.
2. Иногда вся цитата целиком является членом предложения[3]. Такая цитата также не является прямой речью. Она выделяется кавычками и заглавной буквой.
«Любовная лодка разбилась о быт» — этой поэтической строчке уже 80 лет.
(сравните: Поэтической строчке «любовная лодка разбилась о быт» уже 80 лет.)